# Analogon
In de scheikunde is een analogon (meervoud: analoga) een chemische verbinding met dezelfde biologische werking als een andere stof. Het kan verschillen in één of meerdere atomen, functionele groepen of substructuren die vervangen zijn door andere atomen, groepen of substructuren. Een analogon kan, theoretisch, gemaakt worden van een andere chemische verbinding.
Bij het ontwikkelen van medicijnen worden grote reeksen verschillende analoga gemaakt van een hoofdbestanddeel.

## Voorbeelden
| Koolstof-basis | Silicium-basis |
| -------------- | -------------- |
|                |                |
|                |                |
|                |                |
|                |                |
|                |                |